# Gaston de Buisseret Steenbecque de Blarenghien
Le comte Maurice Louis Marie Gaston de Buisseret Steenbecque de Blarenghien, né à Bruxelles le 15 mai 1831 et mort à Breendonk le 16 décembre 1888, est un homme politique belge.

## Fonctions et mandats
- Bourgmestre de Breendonk : 1858-1888
- Membre du Sénat de Belgique : 1884-1888

## Sources
- "Vingt-cinq années de gouvernemen, 1884-1909. Le parti catholique et son œuvre", Brussel, 1918.
- Oscar COOMANS DE BRACHÈNE, "État présent de la noblesse belge", Annuaire 1985, Brussel, 1985.
- Jean-Luc DE PAEPE & Christiane RAINDORF-GERARD (red.), "Le Parlement belge, 1831-1894. Données biographiques", Brussel, 1996.

- Ressource relative à plusieurs domaines :   - ODIS